# Tamaki (Mie)
Pour les articles homonymes, voir Tamaki (homonymie).
Tamaki (玉城町, Tamaki-chō) est un bourg du district de Watarai, situé dans la préfecture de Mie, au Japon.

## Géographie

### Démographie
Au 1er février 2015, la population de Tamaki s'élevait à 15 499 habitants répartis sur une superficie de 40,91 km2.

## Jumelage
- Nanjō (Japon)